# Eusarsiella culteri
Eusarsiella culteri är en kräftdjursart som beskrevs av Louis S. Kornicker 1986. Eusarsiella culteri ingår i släktet Eusarsiella och familjen Sarsiellidae. Inga underarter finns listade i Catalogue of Life.